# Korene Hinds
Korene Amoy Hinds (* 19. Oktober 1976 in Spanish Town) ist eine ehemalige jamaikanische Leichtathletin, die sich auf den Hindernislauf spezialisiert hat.

## Sportliche Laufbahn
Erste internationale Erfahrungen sammelte Korene Hinds vermutlich bei den Crosslauf-Weltmeisterschaften 1991 in Antwerpen, bei denen sie nach 16:07 min auf den 100. Platz im U20-Rennen gelangte. Zudem siegte sie bei den CARIFTA Games in Port of Spain in 4:37,58 min im 1500-Meter-Lauf in der U17-Altersklasse. Im Jahr darauf wurde sie bei den Crosslauf-Weltmeisterschaften 1991 in Boston in 17:52 min 103. im U20-Rennen. Sie studierte in den folgenden Jahren in den Vereinigten Staaten und gewann 2002 bei den Zentralamerika- und Karibikspielen (CAC) in San Salvador in 4:22,03 min die Silbermedaille über 1500 Meter hinter der Mexikanerin Dulce María Rodríguez und gelangte mit der jamaikanischen 4-mal-400-Meter-Staffel mit 3:38,90 min auf den vierten Platz. Im Jahr darauf verpasste sie bei den Hallenweltmeisterschaften in Birmingham mit 9:15,18 min den Finaleinzug im 3000-Meter-Lauf und 2005 gewann sie bei den CAC-Meisterschaften in Nassau in 9:58,05 min die Silbermedaille über 3000 m Hindernis hinter ihrer Landsfrau Mardrea Hyman. Anschließend belegte sie bei den Weltmeisterschaften in Helsinki in 9:33,30 min im Finale den vierten Platz. Anschließend belegte sie beim IAAF World Athletics Final in Monaco in 9:33,46 min den sechsten Platz. Im Jahr darauf wurde er beim IAAF World Cup in Athen in 9:47,86 min Sechste. 2007 schied sie bei den Weltmeisterschaften in Osaka mit 9:44,04 min im Vorlauf aus und belegte sie beim World Athletics Final in Stuttgart in 9:40,50 min den fünften Platz. 2008 nahm sie an den Olympischen Sommerspielen in Peking teil und kam dort in der Vorrunde nicht ins Ziel. 2010 wurde sie beim Prefontaine Classic in 9:32,20 min Dritte belegte beim Continental Cup in Split in 9:45,08 min den fünften Platz. 2011 siegte sie in 9:54,67 min bei den CAC-Meisterschaften in Mayagüez und sicherte sich dort in 4:23,78 min die Silbermedaille über 1500 Meter hinter der Mexikanerin Sandra López. Anschließend kam sie bei den Weltmeisterschaften in Daegu mit 9:52,11 min nicht über den Vorlauf hinaus und im Jahr darauf verpasste sie bei den Olympischen Sommerspielen in London mit 9:37,95 min den Finaleinzug. Daraufhin beendete sie ihre aktive sportliche Karriere im Alter von 36 Jahren.
In den Jahren 2007, 2011 und 2012 wurde Hinds jamaikanische Meisterin im 3000-Meter-Hindernislauf.

## Persönliche Bestzeiten
- 800 Meter: 2:03,09 min, 1. Mai 2010 in Kingston
- 1500 Meter: 4:13,68 min, 30. Mai 2010 in Maringá
  - 1500 Meter (Halle): 4:19,48 min, 26. Januar 2003 in Birmingham
- 3000 Meter: 9:11,82 min, 25. März 2000 in Palo Alto
  - 3000 Meter (Halle): 9:08,05 min, 1. Februar 2003 in Boston
- 3000 m Hindernis: 9:28,86 min, 15. Juni 2007 in Oslo